# Petite Guilde de Riga
La petite Guilde (letton : Mazā Ģilde) est un bâtiment situé en bordure de la Place de Livonie à Riga en  Lettonie.
L'édifice conçu par Johans Daniels Felsko est construit en 1864—1866.